# NEC UltraLite
NEC UltraLite је био преносиви рачунар заснован на MS-DOS-у, величине „бележнице“.
PC Magazine представио је UltraLite на својој насловној страни у новембру 1988. године , а убрзо након тога новинари су рачунар величине папира А4 почели да називају „бележницом“ како би га разликовали од већих и тежих преносивих рачунара тог времена.

## Спецификације
- Складиштење: меморија за складиштење са подршком за батерије (трајни RAM погон)
  - PC-17-01 је имао 1 MB
  - PC-17-02 је имао 2 MB
- RS-232C порт
- Утор за ROM/RAM картицу (власнички интерфејс NEC)
- опциони прибор:
  - спољни читач флопи диска од 3,5 инча
  - SRAM картице које користе заштићени интерфејс
  - ROM картице које користе заштићени интерфејс
  - кабл адаптера за паралелни порт
- интерни софтвер у интегрисаном ROM-у од 456Кб
  - MS-DOS 3.3
  - Laplink 2
  - Microsoft DOS Manager верзија 2.0

## Историја
Производ је првобитно развио јапански NEC тим за телекомуникациони инжењеринг који је покушавао да направи јефтин и лаган терминал за програмирање PABX система. 1988. године, док је NEC покушавао да креира производе како би ажурирао свој најпродаванији MultiSpeed, инжењерски тим NEC-а задужен за развој личних рачунара показао је UltraLite тиму за управљање производима из NEC Home Electronics USA.
Том Мартин, потпредседник задужен за групу, питао је, „Можете ли да направите ову ствар тако да може да покрене MS-DOS“? Када је примљен потврдан одговор, тим NEC-а је знао да имају добар производ.
Производ је лансиран мало пре COMDEX-а у октобру 1988. године на свечаном догађају у Њујорку. Пљескали су јој медији који су умирали да пронађу малу лагану рачунарску платформу која би се могла користити за вођење белешки и писање чланака. Нажалост, публицитет око UltraLite-а није се одразио на потражњу потрошача. То је било због две Ахилове пете UltraLite-а ... недостатка тврдог диска који је спречавао складиштење нечијег рада (дуже од недељу дана без пуњења унутрашњег RAM диска) и употребе релативно спорог 8086- компатибилног процесора када се тржиште кретало у класу 80286. Главна мана UltraLite-а (који је тежио само 4 килограма) била је његова цена. Продавао се за између 4 и 5 хиљада долара, што је било знатно више од осталих, мада тежих, мање иновативних рачунара тог времена. С обзиром на то да је користио RAM диск, покретање је заправо било брже од рачунара класе 80386.
Дакле, иако је UltraLite започео нову еру преносног рачунарства, његов оригинални дизајн као терминала за одржавање телекомуникација показао се као његов комерцијални пад. Комерцијални успех у тој категорији производа није постигнут све док Compaq није лансирао свој LTE бренд скоро годину дана касније.

## Складиштење података
Складиштење података може се извршити помоћу опционалног екстерног 720kb (у ствари је подржавао „јапански“ формат од 1,2 Mb, али није подржавао уобичајени 1,44 Mb) 3,5-инчни дискетни погон, помоћу унутрашњег неиспарљивог RAM погона (силицијумски тврди диск), или власничким RAM и ROM картицама.  Интерни RAM погон напаја се помоћном батеријом унутар јединице коју треба напунити сваке недеље или тако да би се задржао садржај RAM погона. RAM картице са батеријским напајањем величине кредитне картице долазе са величинама од 256Kb или 512Kb. И RAM картице и ROM картице користе власнички NEC интерфејс јер је овај лаптоп изашао у време када није било стандардних преносних рачунарских интерфејса. PCMCIA стандард постојао је тек 1990. RAM картице напајала је заменљива литијумска батерија од 3 волта и имала је прекидач за заштиту од уписивања.

### ROM картице
Софтвер се може купити на ROM картицама.  Примери укључују:
- Lotus 123[2]
- Lotus Agenda[тражи се извор]
- Lotus Metro/Express[тражи се извор]
- Wordperfect 5.0[тражи се извор]
- Wordstar[тражи се извор]
- Microsoft Works[тражи се извор]

## Остали модели
Постоје и други модели у серији NEC UltraLite - на пример, UltraLite SX/20, који је објављен 1991. године. UltraLite SX/20 је имао 80386 процесор и покреће Microsoft Windows 3.0.
Остали у серији укључују моделе NEC UltraLite 286F, 286V и NEC UltraLite Versa.